# Lluís Sastre
Lluís Sastre Reus (ur. 26 marca 1986 w Binisalem) – piłkarz hiszpański, występujący na pozycji pomocnika, obecnie zawodnik SD Huesca.

## Życiorys
Karierę rozpoczął w 1998 roku w Barcelonie; w latach 2005–2007 był zawodnikiem Barcelony C i Barcelony B. W pierwszej drużynie Barcy zadebiutował dnia 5 września 2006 roku przeciwko Espanyolowi w Pucharze Katalonii. Grał także na meczach towarzyskich z drużynami: AGF Aarhus, Club Tigres i Chivas Guadalajara.